# Dick van Dijk (beiaardier)
Dick van Dijk (Utrecht, 1962) is organist van de Torenpleinkerk in Vleuten en de St. Janskerk van Wijk bij Duurstede. Daarnaast is hij stadsbeiaardier van Nieuwegein. Eerder was hij beiaardier in Vianen. Daarnaast is hij coördinator van het Utrechts Kerkenplatform.